# Рестена (Виченца)
Рестена је насеље у Италији у округу Виченца, региону Венето.
Према процени из 2011. у насељу је живело 445 становника. Насеље се налази на надморској висини од 139 м.